# La Poule aux œufs d'or (La Fontaine)
Pour les articles homonymes, voir La Poule aux œufs d'or.
La Poule aux œufs d'or est la treizième fable du livre V de Jean de La Fontaine situé dans le premier recueil des Fables de La Fontaine, édité pour la première fois en 1668.
Cette condamnation de la cupidité et cette invitation à suivre la sagesse épicurienne en méprisant les richesses et en jouissant du présent se retrouvent dans d'autres fables de La Fontaine telles Le Berger et la Mer, Tribut envoyé par les Animaux à Alexandre et L'Avare qui a perdu son trésor.

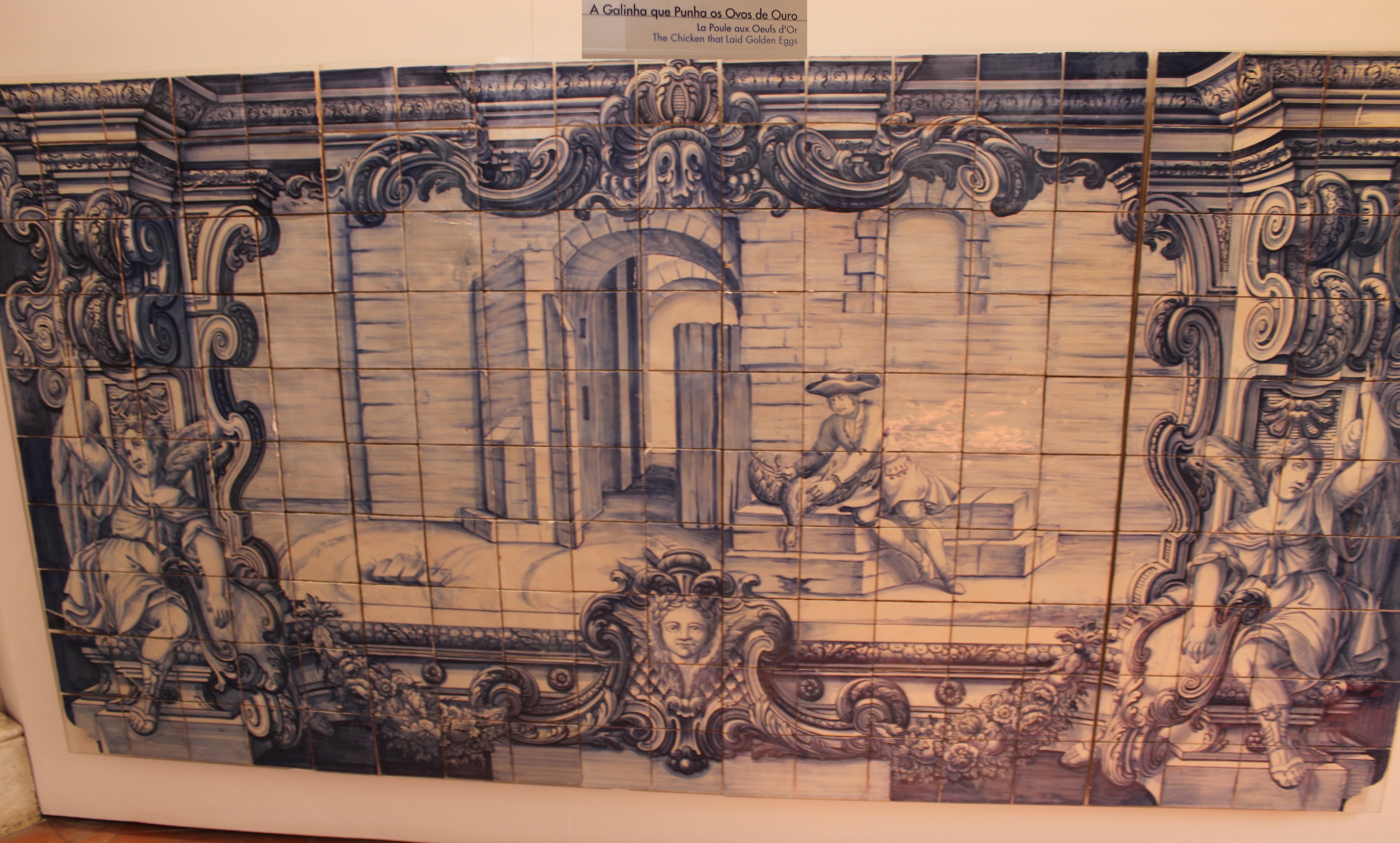
La poule aux oeufs d'or - Azulejos - Monastère de Saint-Vincent de Fora (Lisbonne).
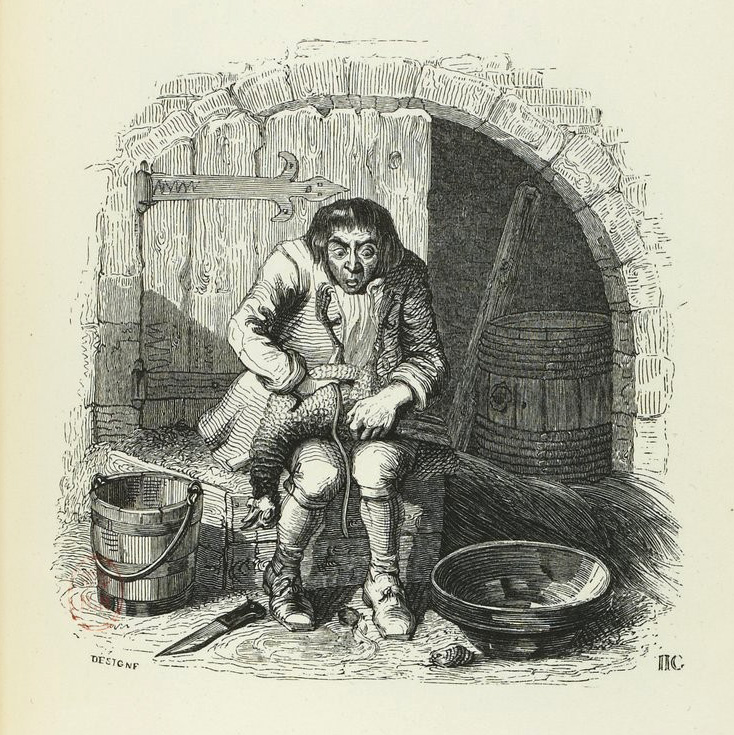
Illustration de Grandville.

## Texte
LA POULE AUX ŒUFS D'OR
[Ésope]
L'avarice perd tout en voulant tout gagner.

Je ne veux, pour le témoigner,

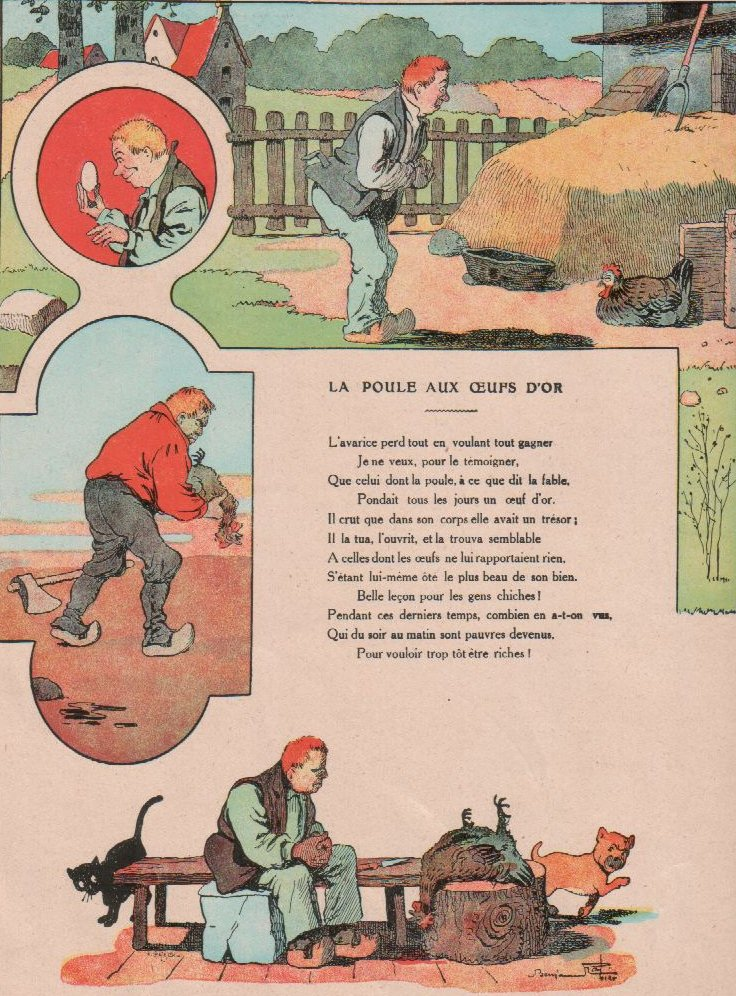
Illustration de Benjamin Rabier

Que celui dont la Poule, à ce que dit la Fable,

Pondait tous les jours un œuf d'or.

Il crut que dans son corps elle avait un trésor.

Il la tua, l'ouvrit, et la trouva semblable

A celles dont les œufs ne lui rapportaient rien,

S'étant lui-même ôté le plus beau de son bien.

Belle leçon pour les gens chiches :

Pendant ces derniers temps, combien en a-t-on vus

Qui du soir au matin sont pauvres devenus

Pour vouloir trop tôt être riches ?
— Jean de La Fontaine, Fables de La Fontaine, La Poule aux œufs d’or